# Hélie de Bourdeilles
Hélie de Bourdeilles (1423–1484) franciscain, archevêque de Tours, fut nommé cardinal par le pape Sixte IV.

## Biographie
Hélie est né en 1423 au château de Bourdeilles dans le Périgord. Il était le fils du vicomte Arnaud de Bourdeilles, sénéchal du Périgord et de Jeanne de Chamberlhac. Tout jeune, il entra dans l'Ordre Franciscain à Périgueux. Il étudia la théologie à Périgueux et obtint un doctorat de théologie à Toulouse. 
Ordonné prêtre quand il avait 22 ou 23 ans, il fut d'abord professeur de théologie au couvent franciscain de Mirepoix, puis au couvent de Limoges. Il exerça son ministère à Pamiers, Carcassonne, Montréal, Castelnaudary et enfin Toulouse. Il n'en avait que 24 ans quand, à la demande du pape Eugène IV, et malgré son opposition il occupa le siège épiscopal de Périgueux. 
Durant la guerre entre la France et l'Angleterre, il fut fait prisonnier par les Anglais, et sa captivité dura plusieurs années. En 1468 il reçut la charge de l'archevêché de Tours. Il devint le conseiller et le confesseur de Louis XI, et défendit le cardinal Jean Balue. En 1483, le pape Sixte IV l'éleva à la charge de cardinal. Pendant toute cette période Hélie de Bourdeilles continua à pratiquer la pauvreté et la miséricorde. Il était ami intime de saint François de Paule.
C'était un pasteur zélé, il consacrait le plus de temps possible à ses pénitents, plusieurs heures s'il le fallait. Il célébrait la Messe tous les jours, en préparant l'office par un long temps de méditation, et un aussi long temps pour rendre grâce ensuite. Il priait humblement à genoux, jusqu'à ce que la maladie l'en empêche. Il nourrissait de nombreux pauvres à sa table.
Il mourut le 5 juillet 1484 à Artannes en murmurant les paroles du Christ : « En tes mains je remets mon esprit ». Sa dépouille fut revêtue des ornements épiscopaux, et conduite à l'église paroissiale d'Artannes. Ensuite, son corps fut transporté à l'église Saint Sauveur, avant d'être transféré à Tours et enseveli à la droite du maître autel de la cathédrale Saint Gatien. Le pape Sixte IV mourut quinze jours plus tard.

## Œuvres
- Défenseur acharné des droits de l'Église contre l'emprise de l'État, il lutta pour l'abolition de la Pragmatique Sanction de Bourges en écrivant le traité « Pro Pragmaticæ Sanctionis Abrogatione » (Rome – 1486) ainsi que « Libellus in Pragmaticam Sanctionem Gallorum », peu de temps avant.
- À la demande du roi de France Charles VII, il rejoignit un comité chargé d'étudier les modalités de la réhabilitation de Jeanne d'Arc. Il écrivit à cette occasion (1453–1454) un ouvrage en latin sur la défense de la Pucelle d'Orléans, qui fut en fait en un plaidoyer pour sa canonisation.
- Hélie de Bourdeilles écrivit de nombreux traités sur l'autorité du pape, et fonda le collège de Saint-Astier, près de Périgueux.

## Béatification
Après que plusieurs miracles aient été constatés sur sa tombe, le diocèse de Périgueux entama le procès de canonisation, mais Hélie de Bourdeilles n'a jamais été canonisé. Il est mentionné comme bienheureux dans le martyrologe franciscain avec le 5 juillet comme date de fête.

## Sources
- (en) Catholic encyclopédy (Wikisource)